# Свети Николай (Лукоми)
„Свети Николай“ (на гръцки: Αγίου Νικολάου) е православна църква в населишкото село Лукоми, Егейска Македония, Гърция.

## Местоположение
Църквата е разположена на 500 m източно от селото.

## История
Църквата е построена в 1725 година като гробищен храм на селото Койос. В 1944 година е изгорена от германските окупационни войски. По-късно на нейно място е построена нова църква – кръстокуполен храм. От старата църква е запазен ктиторският надпис, вграден отвън над входа на параклиса:
| „ | † ΑΝΕΓΈΡΘΗ ΚΕ ΑΝΕΣΤΟΡΙΘΗ Ο ΘΗΟΣ ΝΑΟΣ ΤΟΥ ΑΓΙΟΥ ΝΙΚΟΛΑΟΥ ΔΙΑ ΣΙΝΔΡΟΜΗΣ ΚΟΠΟΥΣ ΚΕ ΕΞΟΔΟΥ ΚΗΡ ΣΗΝΗ ΚΕ ΚΟΝΣΤΑ,ΑΡΧΙΕΡΑΤΕΒΟΝΤΟΣ ΤΟΥ ΜΑΚΑΡΙΟΤΑΤΟΥ ΚΗΡΙΟΥ ΚΗΡ ΖΟΣΗΜΑ ΕΠΙ ΕΤΟΥΣ 1725 Ε ΙΟΥΝΗΟΣ, ΔΙΑ ΧΗΡΟΣ ΙΩΑΝΝΟΥ ΕΚ ΜΕΤΣΟΒΟΥ † Ἀνηγέρθη κὲ ἀνιστορίθη ὁ θῆος ναὸς τοῦ ἁγίου Νικολάου // διὰ σινδρομῆς κόπους κὲ ἐξόδου κὴρ Σήνη κὲ Κόνστα, ἀρχιερα- // τεύοντος τοῦ μακαριοτάτου κηρίου κὴρ Ζοσημᾶ // ἐπὶ ἔτους 1725 ε Ἰούνηος διὰ χηρὸς Ἰω(άννου) ἐκ Μετσόβ(ου). † Възстанови се и се изписа на ново божественият храм на Свети Николай // чрез труда и усилията на кир Синиси Констас, при архиерейството на преблажения господин кир Зосим // в година 1725 5 юни от ръцете на Йоанис от Мецово. | “ |

Според надписа разходите за изграждането и реставрацията на църквата са поети от някой си Синис и някой си Констас, когато епископският престол на провинцията е бил заеман от Зосим II. Първият ктитор е от семейство Синопулос, което е живяло в малкото селище Койос, разрушено между 1790 и 1795 година, по време на управлението на Али паша Янински. На 5 юни 1725 година живописването на храма е завършено от художника Йоанис, родом от Мецово. Върху икона на Света Богородица в църквата „Свети Николай“, намерена от Михаил Калиндерис, има следният надпис: „Ἐπὴ ἔτος αψπστ (1786) κτήτορα εἰς τὴν ὑπεραγίαν Θεοτόκον φήλιου[…]“ („В 1786 година ктитор от посветеното в служба на Богородица семейство […]“).